# Горњи Вијачани
Горњи Вијачани су насељено мјесто у општини Прњавор, Република Српска, БиХ. Према попису становништва из 1991. у цијелом насељу је живјело 1.074 становника. Село се простире и на подручју општине Челинац, под називом Вијачани Горњи. Смештено је у долини ријеке Укрина, поред пруге Добој-Бања Лука.

## Географија
У центру села је црква, основна школа, омладински дом, асфалтно игралиште итд. Изграђена су два километра асфалтног пута према Старој Дубрави — Укрина на дијелу који припада административно општини Челинац, гдје је и регистрован дио Горњих Вијачана као мјесна заједница. Подјела села је ријеком Укрина. Становници су због запослења или школовања највише оријентисани према Бањој Луци и Челинцу. Разлози су понајвише у слабој путној инфраструктури и доброј повезаности жељезничким саобраћајем са поменутим градовима. Мјештани су српске националности православне вјероисповијести.
У Вијачанима су у долини рјечице Манастирица 1994. године откривени темељи манастира Ступље. Обнова манастира је у току, изграђен је конак и манастирски храм посвећен Св. арх. Михаилу — Аранђеловдан слава манастира. Обнову манастира води Његово Преосвештенство Епископ бањалучки Господин Јефрем. Највеће окупљање вјерника је за Петровдан (слава цркве у склопу конака). Октобра 2008. године у манастиру је заживио монашки живот. Упоредо са изградњом манастира, мјештани граде цркву у центру села. Црква је посвећена Силаску Светог духа Тројице.
Велики број домаћинстава носи презиме Јанковић и Ђурђевић, као и Јотић, Радишић, Њењић, Пеулић, Черековић, Новаковић, Малић и други.
Недавно је у Вијачанима почео са радом каменолом кречњака. Какве ће користи и штете донијети тек треба да се види, за сада је сигурно да је панорама села промијењена.

## Становништво
| Националност       | 1991. | 1981. | 1971. | 1961. |
| Срби               | 1.044 | 1.340 | 1.399 | 1.382 |
| Југословени        | 22    | 17    | 4     | 6     |
| Муслимани          |       | 4     | 5     |       |
| Хрвати             | 2     |       | 1     | 2     |
| остали и непознато |       |       | 3     | 1     |
| Укупно             | 1.068 | 1.361 | 1.412 | 1.401 |

| Демографија (Вијачани) (Г Вијачани дио) (Г Вијачани дио) (Г Вијачани дио) | Демографија (Вијачани) (Г Вијачани дио) (Г Вијачани дио) (Г Вијачани дио) | Демографија (Вијачани) (Г Вијачани дио) (Г Вијачани дио) (Г Вијачани дио) |
| Година                                                                    | Становника                                                                | Становника                                                                |
| ------------------------------------------------------------------------- | ------------------------------------------------------------------------- | ------------------------------------------------------------------------- |
| 1948.                                                                     | 3.279                                                                     |                                                                           |
| 1953.                                                                     | 8.041                                                                     |                                                                           |
| 1961.                                                                     | 1.401                                                                     |                                                                           |
| 1971.                                                                     | 1.412                                                                     |                                                                           |
| 1981.                                                                     | 1.361                                                                     |                                                                           |
| 1991.                                                                     | 1.068                                                                     |                                                                           |